# Bilet parkingowy

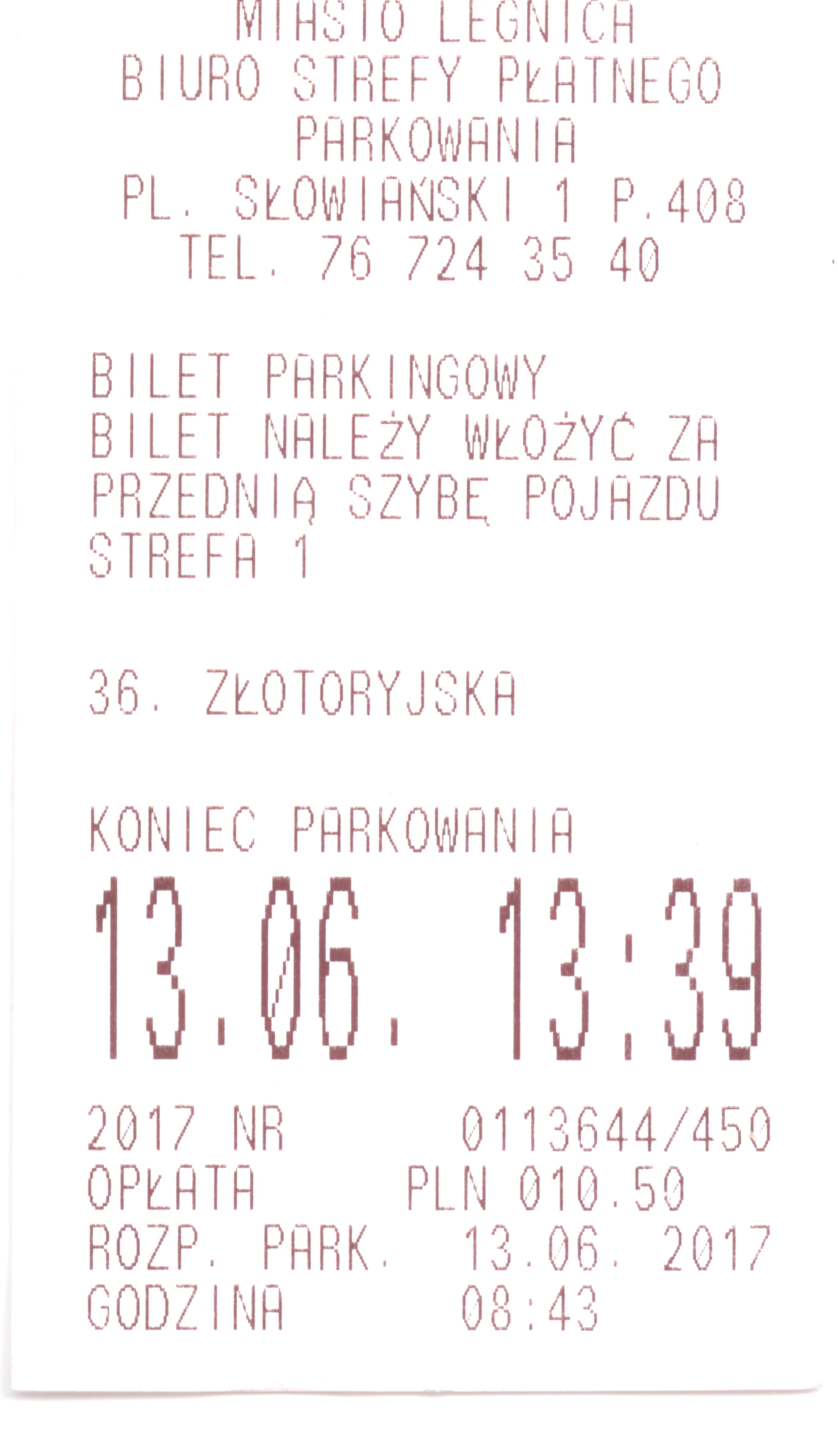
Bilet parkingowy

Bilet parkingowy – dokument wydany przez parkomat, potwierdzający dokonanie zapłaty opłaty jednorazowej za parkowanie pojazdu samochodowego w strefie płatnego parkowania. Dokument taki może zawierać m.in.: termin wydania i ważności (dzień, godzina) oraz numer rejestracyjny pojazdu samochodowego.